# نیدرگورسدورف
نیدرگورسدورف (به آلمانی: Niedergörsdorf) یک شهر در آلمان است که در تلتو-فلمینگ واقع شده‌است. نیدرگورسدورف  ۶٬۷۳۰ نفر جمعیت دارد.